# Mallo de Luna
Mallo de Luna es una localidad del municipio de Los Barrios de Luna, en la provincia de León, Comunidad Autónoma de Castilla y León (España).

## Situación
Se encuentra próxima a la Autopista AP-66 y al Embalse de Barrios de Luna.
Limita al SO con Irede de Luna, al NO con Abelgas de Luna y Sena de Luna, al N con La Vega de Robledo, al E con Aralla de Luna y al S con Los Barrios de Luna.
Sus fiestas son el 29 de julio, día de santa Marta, patrona de la parroquia, en la que se celebra una comida comunal; y el 8 de septiembre en honor de la Virgen del Cuartero, patrona de la localidad, y que son sus fiestas principales.

## Evolución demográfica
| 2000 | 2001 | 2002 | 2003 | 2004 | 2005 | 2006 | 2007 | 2008 | 2009 | 2010 | 2011 |
| 44   | 43   | 42   | 45   | 41   | 41   | 40   | 36   | 31   | 32   | 33   | 35   |

- Datos: Q5990644